# عطية عبد السلام عاشور
عطية عبد السلام عاشور (14 سبتمبر 1924 - 17 أبريل 2017) عالم رياضيات مصري. 
ولد في دمياط في سبتمبر 1924، حصل على بكالوريوس العلوم في الرياضيات (الدرجة الخاصة) من جامعة فؤاد الأول (جامعة القاهرة لاحقا) 1944. أرسل في بعثة للكلية الإمبراطورية في لندن فحصل على دكتوراه الفلسفة في الرياضيات 1949م ثم حصل على دكتوراه العلوم 1967م من نفس الجامعة. عين مدرسا للرياضيات التطبيقية بقسم الرياضيات في كلية العلوم جامعة القاهرة 1949م، ثم أستاذا مساعدا 1956م، ثم أستاذا (1965م – 1984م)، وأستاذاً متفرغاً بنفس القسم (1984 - 2017). له أكثر من 40 بحثا في الرياضيات التطبيقية والجيوفيزياء خاصة موضوعي التيارات الحثية وتطبيقاتها في المغنطيسية الأرضية والمسائل الحدية المختلطة. شغل عدة مناصب أكاديمية دولية منها نائب رئيس الاتحاد الدولي للطبيعة الأرضية ومقاييس الأرض (1971م – 1975م)، ثم رئيسا للاتحاد (1975م – 1979م). كان الدكتور عطية عاشور عضواً بمجمع اللغة العربية.

## تراجمه ومؤلفاته
شارك في ترجمة وتأليف عدد من المراجع والكتب العلمية المبسطة منها:
- الرياضة للمليون، العلم للمواطن،
- متعة الرياضي: مدخل إلى الرياضيات،
- العدد: من الحضارات القديمة حتى عصر الكميبوتر، تأليف: جون ماكليش، ترجمة: خضر الأحمد، موفق دعبول، مراجعة: عطية عاشور، العدد 251 من سلسلة عالم المعرفة.[7]

## جوائز
- جائزة الملك (مناصفة مع د.ماهر نصيف غبور) 1951م.
- جائزة الدولة التشجيعية في الرياضيات 1965م،
- جائزة الدولة التقديرية 1988م،
- جائزة مبارك (لاحقاً حائزة النيل) في العلوم الأساسية 2004،[8]
- وسام العلوم والفنون من الطبقة الأولى 1984م، 1990م.
- وسام فارس من الحكومة الفرنسية،
- ميدالية تذكارية من الاتحاد الدولي للطبيعة الأرضية ومقاييس الأرض.